# Ermita nova de Sant Vicent Ferrer (Agullent)
L'Ermita nova de Sant Vicent Ferrer és una ermita situada en el camí del Calvari, en el municipi d'Agullent. És un Bé de Rellevància Local amb identificador nombre 46.24.004-005. Avui en dia és utilitzada com a alberg juvenil.

## Història
Hi ha a Agullent dues ermites dedicades a Sant Vicent Ferrer, conegudes com La Vella i La Nova. Ambdues es troben properes entre si, separades per un curt camí que alberga el Viacrucis. L'ermita nova es va començar a edificar el 20 d'octubre de 1745, sobre les ruïnes d'una altra anterior que havia estat destruïda poc abans per un terratrèmol. En 1992 va ser objecte d'una restauració en el seu interior. El 2018 fou rehabilitat.

## Descripció
Es tracta d'un edifici de bona grandària que té annexa una casa d'exercicis espirituals. Davant té una porxada amb teulada a un pendent. Aquest porxe presenta un arc lateral i quatre frontals, dels quals un serveix d'accés. L'edifici en si és d'una sola nau, rectangular i allargada. Està coberta per una volta amb llunetes, creuada per arcs torals recolzats sobre pilastres amb cornisa. Entre les pilastres s'obren les quatre capelles laterals sota arquivoltes. El conjunt de nau i capelles laterals està decorat amb pintures barroques.
El presbiteri té volta de quadrant d'esfera i alberga un retaule barroc de fusta daurada. En el cos central d'aquest retaule es troba la taula Lo Post, i als seus costats pintures de José Segrelles de 1946 que representen el miracle de la làmpada, que penja al costat de l'altar. Es conserven també antics quadres i peces d'imatgeria, entre les quals destaca un Crist Crucificat policromado del segle xv.